# HMS Princess Royal (1911)
HMS Princess Royal là một tàu chiến-tuần dương của Hải quân Hoàng gia Anh Quốc trong Chiến tranh Thế giới thứ nhất. Là chiếc thứ hai trong lớp Lion bao gồm hai chiếc, nó được chế tạo nhằm vượt trội hơn so với lớp tàu chiến-tuần dương Moltke của Hải quân Đức, được cải thiện đáng kể về tốc độ, vũ khí và vỏ giáp so với lớp Indefatigable dẫn trước.
Được đặt lườn năm 1912 và đi vào hoạt động năm 1913, Princess Royal đã phục vụ trong Trận Heligoland Bight một tháng sau khi chiến tranh bắt đầu. Sau đó nó được gửi đến biển Caribbe phòng ngừa Hải đội Đông Á Đức Quốc sử dụng kênh đào Panama. Sau khi Hải đội Đông Á bị đánh chìm trong Trận chiến quần đảo Falkland vào tháng 12 năm 1914, Princess Royal gia nhập trở lại Hải đội Tàu chiến-Tuần dương 1. Trong Trận Dogger Bank, Princess Royal chỉ ghi được một vài phát trúng, mặc dù một quả đạn pháo đã phá hỏng chiếc tàu tuần dương bọc thép Đức Blücher. Không lâu sau đó, nó trở thành soái hạm của Hải đội Tàu chiến-Tuần dương 1 dưới quyền chỉ huy của Chuẩn Đô đốc Osmond Brock.
Princess Royal bị hư hại trung bình trong trận Jutland và phải mất một tháng rưỡi sửa chữa. Ngoài việc hỗ trợ từ xa trong Trận Heligoland Bight thứ hai vào năm 1917, con tàu trải qua thời gian còn lại của cuộc chiến tranh bằng những chuyến tuần tra bình yên tại Bắc Hải. Princess Royal được đưa về lực lượng dự bị vào năm 1920, rồi bị bán để tháo dỡ vào năm 1922 để đáp ứng những điều khoản của Hiệp ước Hải quân Washington.

## Thiết kế
Lớp tàu chiến-tuần dương Lion, vốn được đặt tên lóng là những "Con mèo Tráng lệ" (Splendid Cats), được thiết kế bởi Sir Philip Watts, Giám đốc Chế tạo Hải quân, để vượt trội hơn những tàu chiến-tuần dương mới của Đức thuộc lớp Moltke, vốn được Hải quân Đức chế tạo nhằm đối phó với lớp Invincible của Anh. Sự gia tăng về tốc độ, vỏ giáp và vũ khí đã khiến kích cỡ của chúng tăng hơn 70% so với lớp Indefatigable, khiến cho chúng trở thành những tàu chiến lớn nhất thế giới vào lúc đó.

### Các đặc tính chung

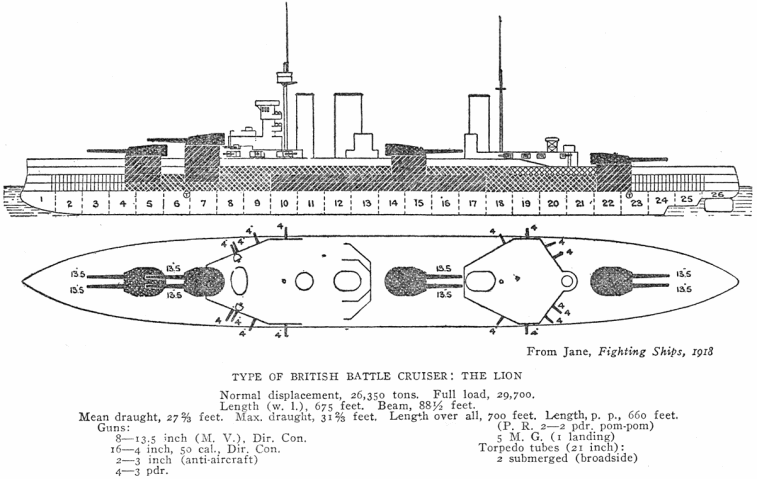
Sơ đồ mạn trái và sàn tàu của lớp Lion, lấy từ Jane's Fighting Ships 1918

Princess Royal lớn hơn đáng kể so với lớp Indefatigable dẫn trước. Nó có chiều dài chung 700 foot (213,4 m), mạn thuyền rộng 88 foot 7 inch (27,0 m), và độ sâu của mớn nước là 32 foot 5 inch (9,9 m) khi đầy tải nặng. Con tàu có trọng lượng choán nước là 26.270 tấn Anh (26.690 t), và lên đến 30.820 tấn Anh (31.310 t) khi đầy tải nặng, hơn 8.000 tấn Anh (8.100 t) so với các con tàu trước đó. Nó có một chiều cao khuynh tâm 6 foot (1,8 m) khi đầy tải nặng.

### Động lực
Princess Royal có hai bộ turbine hơi nước Parsons dẫn động trực tiếp được đặt trong các phòng động cơ riêng biệt. Mỗi bộ bao gồm một cặp turbine áp lực cao phía trước và phía sau nối với trục chân vịt phía ngoài, và một cặp turbine áp lực thấp phía trước và phía sau nối với trục chân vịt phía trong. Công suất thiết kế là 70.000 mã lực càng (52.199 kW), cho phép đạt đến tốc độ 28 hải lý trên giờ (52 km/h; 32 mph). Vào tháng 9 năm 1912, Princess Royal bắt đầu chạy thử máy, đạt đến công suất 78.803 shp (58.763 kW) và tốc độ 28,5 hải lý trên giờ (52,8 km/h; 32,8 mph). Trong đợt chạy thử máy hết tốc độ vào tháng 7 năm 1913, chiếc tàu chiến-tuần dương đạt đến công suất 96.238 shp (71.765 kW) với tốc độ 27,97 hải lý trên giờ (51,80 km/h; 32,19 mph), trong khi đang chất một tải trọng cao 29.660 tấn Anh (30.140 t).
Hơi nước được cung cấp từ 42 nồi hơi ống nước Yarrow bố trí trong 7 phòng nồi hơi. Nó có thể mang theo tối đa 3.500 tấn Anh (3.600 t) than cùng 1.135 tấn Anh (1.153 t) dầu đốt để phun vào than nhằm gia tăng tốc độ cháy. Ở trữ lượng nhiên liệu tối đa, tầm xa hoạt động của chúng là 5.610 hải lý (10.390 km) ở tốc độ 10 hải lý trên giờ (12 mph; 19 km/h).

### Vũ khí
Princess Royal được trang bị tám khẩu pháo BL 13,5 in (340 mm) Mark V trên bốn tháp pháo nòng đôi vận hành bằng thủy lực, được đặt tên lần lượt là 'A', 'B', 'Q' và 'Y' từ trước ra sau. Dàn pháo hạng hai của chúng bao gồm mười sáu khẩu BL 4 in (100 mm) Mk VII, hầu hết được đặt trong các tháp pháo ụ. Hai khẩu đội pháo 4 inch thuộc nhóm phía trước, được đặt trong ụ che trong giai đoạn 1913–1914 để bảo vệ pháo thủ của khẩu đội khỏi hoàn cảnh thời tiết khắc nghiệt và hoạt động của đối phương. Khẩu pháo 4 inch phía trước bên mạn phải được tháo dỡ vào đầu năm 1917, thay thế bằng bệ góc cao Mark II có khả năng nâng lên đến góc, rồi được bổ sung thêm một khẩu thứ hai vào tháng 4 được cải biến tương tự như kiểu được trang bị cho con tàu chị em Lion. Hai ống phóng ngư lôi ngầm 21 inch (530 mm) được trang bị bên mạn, con tàu mang theo 14 quả ngư lôi.

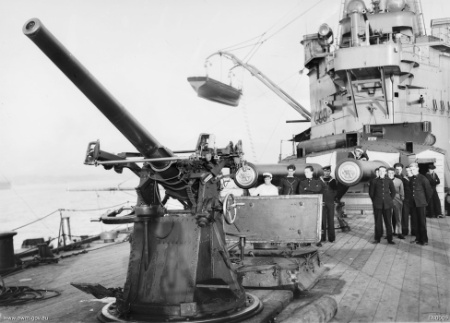
Một khẩu 3-inch 20 cwt phòng không đặt trên sàn sau của tàu chiến-tuần dương Australia.

Chiếc tàu chiến-tuần dương được chế tạo mà không có hỏa lực phòng không, nhưng trong giai đoạn từ tháng 10 năm 1914 đến tháng 12 năm 1916 đã được bổ sung một khẩu kiểu QF 6 pounder Hotchkiss trên bệ MkIc góc cao, có khả năng hạ đến 8° và nâng tối đa lên đến 60°. Nó bắn ra đạn pháo nặng 6 pound (2,7 kg) với lưu tốc đầu đạn 1.765 ft/s (538 m/s) và tốc độ bắn 20 viên mỗi phút. Trần bắn tối đa là 10.000 ft (3.000 m), nhưng tầm bắn hiệu quả chỉ đạt 1.200 thước Anh (1.100 m). Ngoài ra còn có một khẩu QF 3 inch 20 cwt trên bệ MkII góc cao được tăng cường vào tháng 1 năm 1915 nhưng được tháo dỡ vào tháng 4 năm 1917; có khả năng hạ đến 10° và nâng tối đa lên đến 90°. Nó bắn ra đạn pháo nặng 12,5 pound (5,7 kg) với lưu tốc đầu đạn 2.500 ft/s (760 m/s) và tốc độ 12–14 viên mỗi phút. Trần bắn hiệu quả của kiểu pháo này là 23.500 ft (7.163 m).
Princess Royal được nâng cấp hệ thống kiểm soát hỏa lực từ giữa năm 1915 đến tháng 5 năm 1916, tập trung việc định vị và khai hỏa các khẩu pháo dưới sự điều khiển từ máy đo tầm xa đặt trên cột ăn-ten chính. Pháo thủ tại các tháp pháo chỉ cần tuân theo con trỏ được điều khiển từ bộ kiểm soát hỏa lực để hướng khẩu pháo đến mục tiêu. Điều này đã cải thiện đáng kể độ chính xác, vì nó dễ dàng trinh sát điểm rơi của pháo, đồng thời hạn chế ảnh hưởng của sự chòng chành con tàu trên sự phân tán của đạn pháo. Đến đầu năm 1918, Princess Royal mang theo một thủy phi cơ kiểu Sopwith Pup và một Sopwith 1½ Strutter đặt trên các bệ cất cánh bố trí trên nóc các tháp pháo 'Q' và 'X'. Mỗi bệ có vải bạt để bảo vệ máy bay khỏi các yếu tố thời tiết.

### Vỏ giáp
Sơ đồ vỏ giáp bảo vệ cho Lion và Princess Royal nặng hơn so với những chiếc thuộc lớp Indefatigable; đai giáp ở mực nước làm bằng vỏ giáp Krupp dày đến 9 inch (229 mm) ở khoảng giữa con tàu, được vuốt mỏng còn 4 inch (102 mm) về phía hai đầu con tàu, nhưng không đến tận mũi và đuôi. Đai giáp trên với độ dày tối đa 6 inch (152 mm) trên cùng chiều dài phần dày nhất của đai giáp ở mực nước, giảm còn 5 inch (127 mm) ngang với các tháp pháo tận cùng. Các tháp pháo và bệ tháp pháo được bảo vệ bởi vỏ giáp dày 8–9 inch (203–229 mm), ngoại trừ nóc tháp pháo dày 2,5–3,25 inch (64–83 mm). Độ dày của sàn tàu bọc thép nickel thay đổi 1–2,5 inch (25–64 mm); vách ngăn chống ngư lôi bằng thép nickel dày 2,5 inch (64 mm) được đặt ngang các hầm đạn và phòng đạn pháo. Sau khi trận Jutland bộc lộ ra sự mong manh của con tàu đối với đạn pháo bắn tới, một lớp vỏ giáp bổ sung dày 1 inch nặng khoảng 100 tấn Anh (102 t) được tăng cường cho bệ tháp pháo bên trên hầm đạn và nóc tháp pháo.

## Lịch sử hoạt động

### Trước chiến tranh
Princess Royal được đặt lườn tại xưởng tàu Vickers ở Barrow-in-Furness vào ngày 2 tháng 5 năm 1910. Nó được hạ thủy vào ngày 29 tháng 4 năm 1911, được đỡ đầu bởi Công chúa Louise và đưa ra hoạt động cùng Hải quân Hoàng gia vào ngày 14 tháng 11 năm 1912. Khi được đưa vào hoạt động, Princess Royal gia nhập Hải đội Tuần dương 1, vốn được đổi tên thành Hải đội Tàu chiến-Tuần dương 1 vào tháng 1 năm 1913; Chuẩn Đô đốc David Beatty tiếp nhận quyền chỉ huy Hải đội vào ngày 1 tháng 3 năm 1913. Princess Royal cùng với phần còn lại của Hải đội đã viếng thăm cảng Brest, Pháp vào tháng 2 năm 1914, và viếng thăm các cảng Nga vào tháng 6.

### Trận Heligoland Bight
Princess Royal tham chiến lần đầu tiên trong Trận Heligoland Bight vào ngày 28 tháng 8 năm 1914, trong thành phần lực lượng tàu chiến-tuần dương dưới quyền chỉ huy của Đô đốc Beatty, vốn thoạt tiên được dự định sẽ hỗ trợ từ xa cho các tàu tuần dương và tàu khu trục Anh tiếp cận bờ biển Đức trong trường hợp các tàu chiến chủ lực của Hạm đội Biển khơi Đức xuất quân đáp trả các cuộc tấn công của Anh. Chúng quay mũi về phía Nam đi hết tốc độ lúc 11 giờ 35 phút khi lực lượng hạng nhẹ Anh không tách ra kịp thời theo kế hoạch, và triều cường đang dâng cao khiến các tàu chiến chủ lực Đức có thể vượt qua các bãi tại cửa sông Jade Estuary. Chiếc tàu tuần dương hạng nhẹ mới nguyên Arethusa đã bị đánh hỏng trước đó trong trận chiến do hỏa lực từ các tàu tuần dương hạng nhẹ Đức Strassburg và Köln, khi các tàu chiến-tuần dương của Beatty hiện ra từ làn sương mù lúc 12 giờ 37 phút. Strassburg lẫn vào trong làn sương mù và né tránh được hỏa lực pháo, nhưng Köln vẫn bị trông thấy và nhanh chóng bị đánh hỏng bởi đạn pháo của hải đội. Tuy nhiên, Beatty bị thu hút khỏi hoạt động kết liễu nó do sự xuất hiện bất ngờ của chiếc tàu tuần dương hạng nhẹ cũ Ariadne ngay trước mũi. Ông quay mũi đuổi theo, biến nó thành một xác tàu cháy bùng chỉ với ba loạt đạn pháo ở khoảng cách chưa đầy 6.000 yd (5,5 km). Đến 13 giờ 10 phút, Beatty quay mũi về phía Bắc và ra mệnh lệnh chung để rút lui. Thành phần chủ lực của Beatty bắt gặp Köln đã bị đánh hỏng không lâu sau khi đổi hướng lên phía Bắc, và nó bị đánh chìm bởi hai loạt đạn pháo từ chiếc tàu chị em với Princess Royal là Lion.
Princess Royal được cho tách khỏi Hải đội Tàu chiến-Tuần dương 1 và đã khởi hành từ Cromarty vào ngày 28 tháng 9 để gặp gỡ một đoàn tàu vận tải chuyển quân Canada, và hộ tống chúng đến Anh Quốc. Nó gia nhập trở lại Hải đội vào ngày 26 tháng 10, nhưng lại được cho tách ra vài ngày sau đó để tăng cường cho Trạm Bắc Đại Tây Dương và Caribbe nhằm truy tìm Hải đội Đông Á của Đô đốc Graf Spee, sau khi nó tiêu diệt Hải đội Tây Ấn của Chuẩn Đô đốc Christopher Cradock trong trận Coronel vào ngày 1 tháng 11 năm 1914. Nó đi đến Halifax vào ngày 21 tháng 11, trải qua nhiều ngày tuần tra ngoài khơi thành phố New York, rồi xuôi xuống khu vực Caribbe đề phòng khả năng Graf Spee sử dụng kênh đào Panama. Nó rời Kingston, Jamaica quay trở về Anh Quốc vào ngày 19 tháng 12 sau khi Hải đội Đông Á bị đánh chìm trong Trận chiến quần đảo Falkland vào ngày 7 tháng 12.

### Trận Dogger Bank

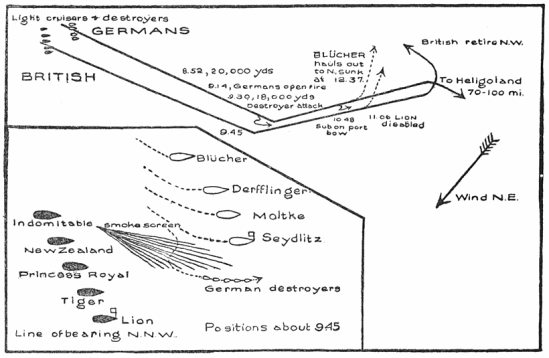
Vị trí của các bên trong trận đánh

Ngày 23 tháng 1 năm 1915, một lực lượng tàu chiến-tuần dương Đức dưới quyền chỉ huy của Đô đốc Franz von Hipper lên đường để quét sạch khu vực Dogger Bank khỏi mọi tàu đánh cá hay tàu nhỏ của Anh vốn có thể hiện diện để thu thập tin tức tình báo về các hoạt động của phía Đức. Tuy nhiên, người Anh đã đọc được các bảng mã của đối phương, nên một lực lượng lớn các tàu chiến-tuần dương Anh dưới quyền chỉ huy của Đô đốc Beatty trên soái hạm Lion đã ra khơi để đánh chặn. Cuộc tiếp xúc đầu tiên diễn ra lúc 07 giờ 20 phút ngày 24 tháng 1, khi tàu tuần dương Arethusa phát hiện tàu tuần dương hạng nhẹ Đức Kolberg. Đến 07 giờ 35 phút, phía Đức nhìn thấy lực lượng của Beatty, và Hipper trên soái hạm Blücher ra lệnh bẻ lái về phía Nam với tốc độ 20 hải lý trên giờ (37 km/h; 23 mph), tin rằng đủ nhanh nếu như đối phương ở về phía Tây Bắc của ông là những thiết giáp hạm Anh, và ông luôn luôn có khả năng tăng lên tốc độ tối đa 23 hải lý trên giờ (43 km/h; 26 mph) của Blücher nếu như đó là các tàu chiến-tuần dương Anh.
Beatty ra lệnh cho các tàu chiến-tuần dương của mình mở hết tốc độ có thể để bắt kịp các tàu chiến Đức trước khi chúng chạy thoát. Những chiếc dẫn đầu Lion, Princess Royal và Tiger, đạt đến 27 hải lý trên giờ (50 km/h; 31 mph) khi truy đuổi, và Lion khai hỏa lúc 08 giờ 52 phút ở khoảng cách 20.000 thước Anh (18.000 m). Các tàu khác tiếp nối vài phút sau đó, nhưng do ảnh hưởng bởi khoảng cách quá xa và tầm nhìn bị giảm sút, chỉ có thể bắn trúng Blücher phát đầu tiên lúc 09 giờ 09 phút. Bản thân các tàu chiến-tuần dương Đức nổ súng lúc 09 giờ 11 phút ở khoảng cách 18.000 thước Anh (16.000 m), và tập trung hỏa lực vào chiếc Lion, bắn trúng nó một phát. Đến 09 giờ 35 phút, Beatty ra lệnh "Đối đầu với tàu tương đương trong hàng chiến trận đối phương", nhưng vị chỉ huy của Tiger, Đại tá Pelly, tin rằng Indomitable đã giao chiến cùng với Blücher, nên đã bắn vào Seydlitz giống như chiếc Lion đã làm, để lại Moltke không bị kháng cự và vẫn có thể tiếp tục bắn vào Lion mà không gặp khó khăn. Moltke và Derfflinger phối hợp hỏa lực của chúng trong vòng một giờ gây hư hại đáng kể cho Lion, ngay cả khi Princess Royal tấn công nhắm vào Derfflinger.

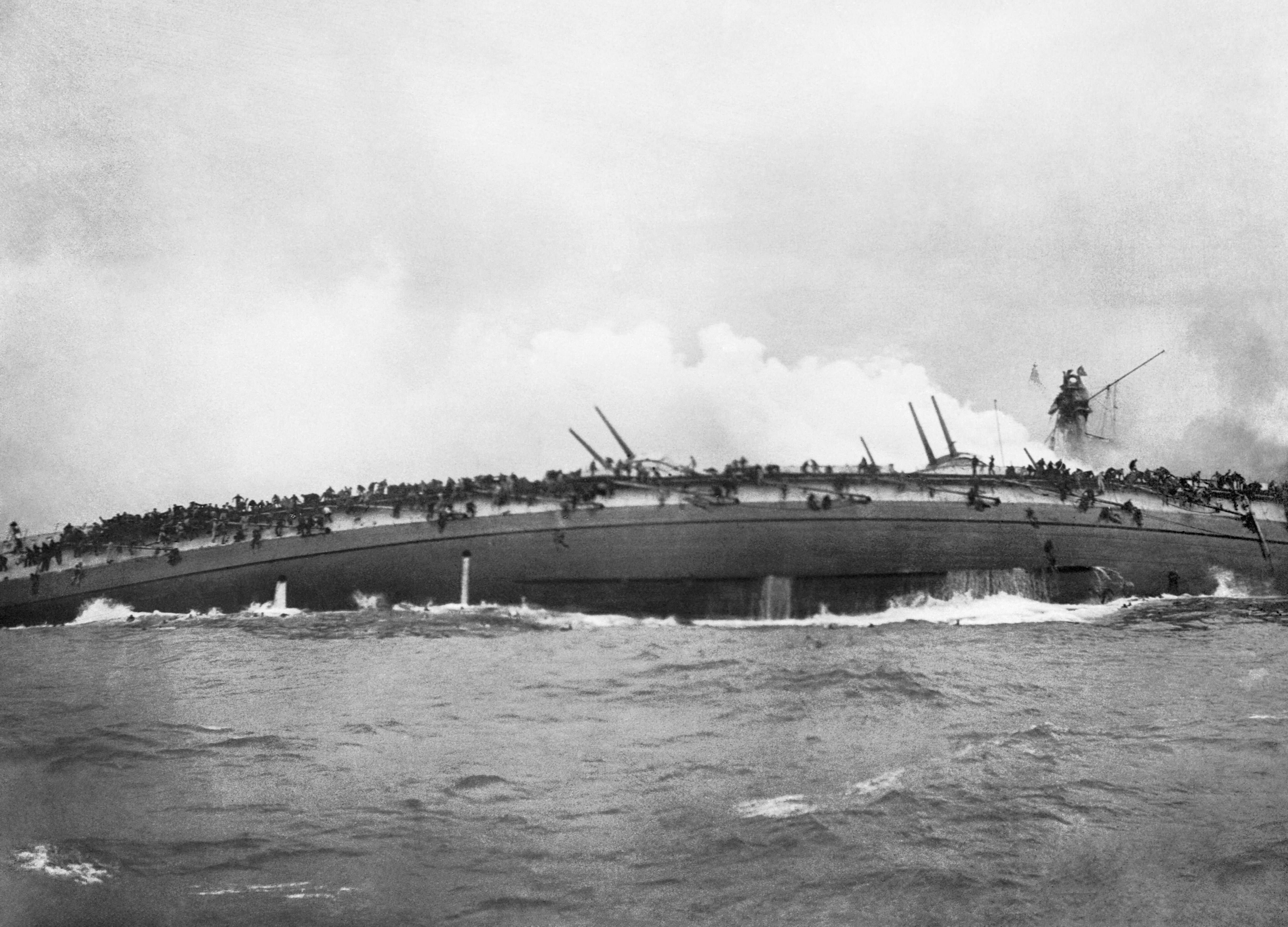
Blücher đang bị chìm

Vào cùng lúc đó Blücher đã bị hư hại nặng; tốc độ của nó giảm xuống còn 17 hải lý trên giờ (31 km/h; 20 mph) và bánh lái bị kẹt. Beatty ra lệnh cho Indomitable tấn công nó lúc 10 giờ 48 phút; sáu phút sau Beatty trông thấy cái mà ông nghĩ là kinh tiềm vọng của một tàu ngầm bên mạn phải, nên ra lệnh bẻ lái 90° ngay lập tức sang mạn trái để tránh tàu ngầm, cho dù ông đã không giương cờ hiệu "cảnh báo tàu ngầm" do hầu hết dây treo tín hiệu của Lion đã bị bắn bay mất. Hầu như ngay sau đó, Lion bị hỏng chiếc dynamo còn lại do bị tràn nước, làm mất điện và ánh sáng toàn bộ con tàu. Ông ra lệnh "Chuyển hướng Đông Bắc" lúc 11 giờ 02 phút để đưa các con tàu quay lại đuổi theo Hipper. Ông cũng giương hiệu lệnh "Tấn công đoạn hậu đối phương" trên một dây treo tín hiệu khác cho dù không có liên quan gì giữa hai tín hiệu trên. Điều này đã khiến Chuẩn Đô đốc Sir Gordon Moore, tạm thời chỉ huy trên chiếc New Zealand, nghĩ rằng tín hiệu này có nghĩa là tấn công Blücher, vốn cách khoảng 8.000 thước Anh (7.300 m) về hướng Đông Bắc; nên họ đã tách khỏi việc truy đuổi lực lượng chủ lực của Hipper để tấn công Blücher. Beatty cố gắng sửa chữa sai lầm, nhưng ông tụt lại phía sau cách xa các tàu chiến-tuần dương dẫn đầu, nên các tín hiệu của ông không thể đọc được giữa làn khói đạn pháo và sương mù dày đặc.
Beatty chuyển cờ hiệu của mình sang tàu khu trục Attack lúc 11 giờ 50 phút, và đuổi theo các tàu chiến-tuần dương của mình. Ông bắt kịp chúng không lâu trước khi Blücher bị chìm và chuyển sang chiếc Princess Royal lúc 12 giờ 20 phút. Ông ra lệnh tiếp tục truy đuổi các tàu chiến-tuần dương Đức, nhưng đã hủy bỏ mệnh lệnh khi rõ ràng là đã phí mất quá nhiều thời gian vào việc đánh chìm Blücher, các con tàu của Hipper có thể về đến vùng biển của Đức trước khi lực lượng Anh có thể bắt kịp. Các tàu chiến-tuần dương của Beatty quay trở về cảng nhà, bắt kịp Lion vào khoảng 12 giờ 45 phút khi nó đang lết đi với tốc độ 10 hải lý trên giờ (19 km/h; 12 mph).
Princess Royal đã bắn trúng một phát vào Derfflinger, nhưng chỉ gây hư hại cho các tấm vỏ giáp vốn làm ngập nước một khoang chứa than. Nó cũng bắn trúng Blücher ít nhất hai lần, trong đó có phát trúng đã đánh hỏng nó; nhưng đã bắn tổng cộng đến 271 quả đạn pháo 13,5 inch trong suốt trận chiến, với một tỉ lệ trúng chỉ đạt 0,7%. Nó còn bắn hai quả đạn mảnh 13,5 inch nhắm vào khí cầu Đức L5 khi nó tìm cách ném bom xuống chiếc Blücherđang chìm, nhầm nó với một tàu chiến Anh, cho dù góc nâng của các khẩu pháo chỉ có 20°. Princess Royal không bị hư hại trong trận chiến.

### Trận Jutland

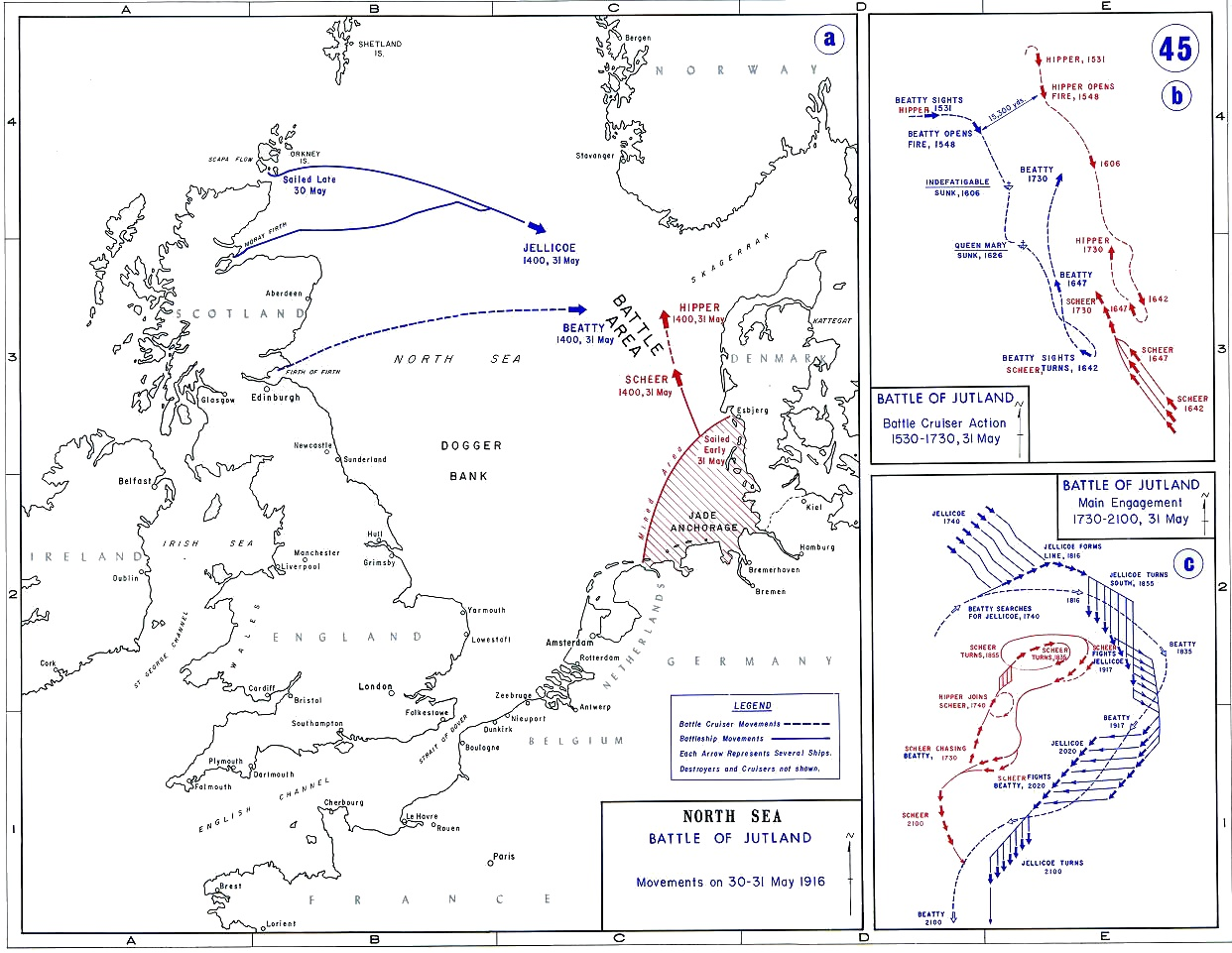
Sơ đồ trận Jutland mô tả các cuộc di chuyển chủ yếu của hạm đội Anh (xanh) và Đức (đỏ) trong ngày 31 tháng 5–1 tháng 6 năm 1916

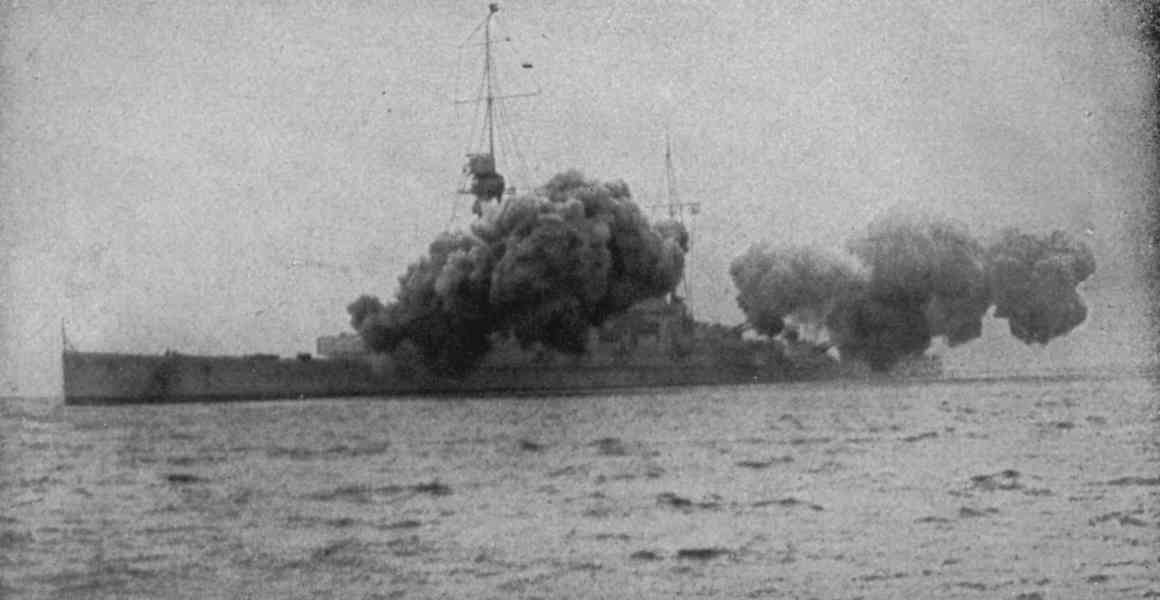
Derfflinger đang bắn một loạt đạn pháo qua mạn

Ngày 31 tháng 5 năm 1916, Princess Royal là soái hạm của Chuẩn Đô đốc Osmond Brock, và đã ra khơi cùng với phần còn lại của Hải đội Tàu chiến-Tuần dương 1 do Phó Đô đốc Beatty chỉ huy chung trên chiếc Lion để đánh chặn một cuộc tiến quân của Hạm đội Biển khơi Đức vào Bắc Hải. Người Anh đã có thể giải mã các thông điệp vô tuyến của Đức, và đã rời căn cứ trước khi Hạm đội Đức ra khơi. Các tàu chiến-tuần dương của Hipper đã nhìn thấy Hải đội Tàu chiến-Tuần dương Anh về phía Tây lúc 15 giờ 20 phút, nhưng các con tàu của Beaty đã không nhìn thấy đối thủ ở phía Đông cho đến 15 giờ 30 phút. Hai phút sau, Beaty ra lệnh đổi hướng về phía Đông Đông Nam chắn ngang đường rút lui của Hạm đội Đức và truyền lệnh sẵn sàng tác chiến. Hipper ra lệnh cho các con tàu dưới quyền bẻ lái sang mạn phải, tách xa lực lượng Anh, hầu như 180°, theo hướng Đông Nam, và giảm tốc độ xuống còn 18 hải lý trên giờ (33 km/h; 21 mph), cho phép ba tàu tuần dương hạng nhẹ thuộc Đội tuần tiễu 2 có thể bắt kịp. Với cú đổi hướng này, Hipper quay trở lại thành phần chủ lực của Hạm đội Biển khơi, lúc đó còn cách 60 dặm (97 km) về phía sau. Vào khoảng thời gian này, Beatty đổi hướng về phía Đông, vì rõ ràng là ông ở quá xa về phía Bắc để có thể cắt ngang hướng đi của Hipper.
Đến đây bắt đầu một quá trình được gọi là đợt "Chạy về phía Nam" khi Beatty đổi hướng sang Đông Đông Nam lúc 15 giờ 45 phút, song song với hướng đi của Hipper, giờ đây ở khoảng cách dưới 18.000 thước Anh (16.000 m). Phía Đức khai hỏa trước tiên lúc 15 giờ 48 phút, và được phía Anh đáp trả. Các con tàu Anh vẫn đang còn trong quá trình đổi hướng, chỉ có hai chiếc dẫn đầu đội hình là Lion và Princess Royal ổn định được hướng đi khi các tàu Đức nổ súng. Lion và Princess Royal đối đầu với Lützow, chiếc dẫn đầu đội hình Đức, trong khi Derfflinger nhắm vào Princess Royal. Hỏa lực từ phía Đức tỏ ra khá chính xác ngay từ đầu, khi Princess Royal bị bắn trúng hai lần trong vòng ba phút; còn việc tác xạ từ phía Anh kém hiệu quả, khoảng cách đã bị ước lượng quá xa khi các con tàu Đức lẫn vào làn sương mù. Tháp pháo 'A' của Princess Royal hoạt động không hiệu quả vào đầu trận chiến, khẩu pháo bên trái không hoạt động do bánh răng khóa nòng bị gảy, còn khẩu pháo bên phải thường xuyên bắn trượt. Đến 15 giờ 54 phút, khoảng cách giữa hai bên được rút ngắn xuống còn 12.900 thước Anh (11.800 m), và Beatty ra lệnh bẻ lái 2 point (22,5°) sang mạn phải để gia tăng khoảng cách giữa hai bên lúc 15 giờ 57 phút.
Đến 16 giờ 11 phút, một quả ngư lôi do Moltke phóng ra đã băng qua bên dưới lườn Princess Royal, nhưng bị nhận định nhầm xuất phát từ một tàu ngầm U-boat ở phía đối diện. Điều này lại được xác nhận sai lầm khi tàu khu trục Landrail báo cáo trông thấy một kính tiềm vọng trước khi phát hiện đường đi của quả ngư lôi. Vào lúc này, khoảng cách giữa hai bên đã trở nên quá xa để có thể bắn chính xác, nên Beatty đổi hướng 4 point (45°) sang mạn trái để rút ngắn khoảng cách từ 16 giờ 12 phút đến 16 giờ 15 phút. Sự cơ động này đã khiến Lion bị phơi ra trước hỏa lực các tàu chiến-tuần dương đối phương. Khói và lửa do những cú bắn trúng này khiến Derfflinger mất dấu Princess Royal, nên nó chuyển hỏa lực sang chiếc Queen Mary lúc 16 giờ 16 phút. Đến 16 giờ 25 phút, khoảng cách được rút ngắn xuống còn 14.400 thước Anh (13.200 m), và Beatty ra lệnh bẻ lái 2 point sang mạn phải để gia tăng khoảng cách một lần nữa. Tuy nhiên, việc cơ động này đã quá trễ đối với Queen Mary, nó bị bắn trúng nhiều lần liên tiếp và hầm đạn phía trước của nó nổ tung. Lúc 16 giờ 30 phút, tàu tuần dương hạng nhẹ Southampton, đi trinh sát phía trước các tàu chiến của Beatty, nhìn thấy các đơn vị của Hạm đội Biển khơi hướng lên phía Bắc với tốc độ tối đa. Ba phút sau, nó trông thấy cột ăn-ten của các thiết giáp hạm dưới quyền Phó Đô đốc Reinhard Scheer, nhưng đã chần chừ không báo cáo cho đến năm phút sau. Beatty tiếp tục tiến về phía Nam thêm hai phút nữa để xác định báo cáo về đối phương trước khi ra lệnh cho lực lượng dưới quyền bẻ lái 16 point sang mạn phải để quay lên phía Bắc.
Các tàu chiến-tuần dương Đức quay mũi sang hướng Bắc để truy đuổi, nhưng các con tàu của Beatty duy trì tốc độ tối đa, cố tạo ra khoảng cách giữa chúng và Hạm đội Biển khơi, và dần dần vượt ra khỏi tầm bắn. Chúng hướng lên phía Bắc, rồi Đông Bắc, tìm cách gặp gỡ thành phần chủ lực của Hạm đội Grand, và đến 17 giờ 40 phút lại nổ súng vào đối thủ Đức. Ánh sáng ngược khi mặt trời lặn đã che mắt các pháo thủ Đức nên họ không thể xác định các con tàu Anh, và đổi sang hướng Đông Bắc lúc 17 giờ 47 phút. Beatty dần dần chuyển về hướng Đông để các con tàu của ông có thể bảo vệ quá trình bố trí của Hạm đội Grand thành đội hình chiến trận; nhưng ông đã tính toán sai thời gian việc cơ động của mình, buộc các đơn vị Anh dẫn đầu cơ động về hướng Đông tách xa khỏi lực lượng Đức. Lúc 18 giờ 35 phút, Beatty đi theo sau Hải đội Tàu chiến-Tuần dương 3 khi chúng dẫn đầu Hạm đội Grand về hướng Đông Đông Nam, và tiếp tục đối đầu với các tàu chiến-tuần dương của Hipper về phía Tây Nam. Vài phút trước đó, Scheer đã ra lệnh một cú đổi hướng đồng loạt 180° sang mạn phải, và Beatty mất dấu đối phương trong làn sương mù.
Lúc 18 giờ 44 phút, Beatty đổi hướng các con tàu của mình sang hướng Đông Nam, rồi sang Nam Đông Nam bốn phút sau đó, để tìm kiếm lực lượng của Hipper. Beatty nhân cơ hội này ra lệnh cho hai chiếc tàu còn lại của Hải đội Tàu chiến-Tuần dương 3 chiếm lấy vị trí phía sau New Zealand rồi giảm tốc độ xuống còn 18 hải lý trên giờ (33 km/h; 21 mph) và đổi hướng về phía Nam. Đến 18 giờ 55 phút, Scheer ra lệnh một cú đổi hướng 180° khác, đưa các con tàu Đức vào một hướng đi hội tụ để đối đầu với Hạm đội Grand. Tuy nhiên, Hạm đội Grand đã đổi hướng về phía Nam, cho phép chúng cắt ngang chữ T lực lượng của Scheer và gây hư hại đáng kể cho các chiếc dẫn đầu. Scheer ra lệnh một cú đổi hướng 180° nữa lúc 19 giờ 13 phút trong một nỗ lực nhằm giải thoát Hạm đội Biển khơi khỏi cái bẫy mà sự cơ động của ông đã tạo ra.
Phía Anh mất dấu các con tàu Đức cho đến 20 giờ 05 phút, khi Castor phát hiện khói ở hướng Tây Tây Bắc; mười phút sau nó tiếp cận, phát hiện nhiều tàu phóng lôi Đức và giao chiến cùng với chúng. Nghe thấy tiếng súng, Beatty ra lệnh cho các tàu dưới quyền quay mũi sang hướng Tây, và phát hiện các tàu chiến-tuần dương Đức chỉ cách có 8.500 thước Anh (7.800 m). Inflexible nổ súng lúc 20 giờ 20 phút, được nối tiếp hầu như ngay lập tức bởi các tàu chiến-tuần dương còn lại. Không lâu sau 20 giờ 30 phút, các thiết giáp hạm tiền-dreadnought thuộc Hải đội Chiến trận 2 dưới quyền Chuẩn Đô đốc Mauve bị phát hiện, và hỏa lực chuyển sang nhắm vào mục tiêu mới. Các tàu Đức chỉ nổ súng vài loạt đạn do tầm nhìn kém rồi quay mũi về phía Tây; các tàu chiến-tuần dương Anh bắn trúng đối thủ nhiều phát trước khi chúng biến mất vào làn sương mù lúc khoảng 20 giờ 40 phút. Sau đó Beatty chuyển hướng sang Nam Đông Nam và duy trì hướng đi này, dẫn trước cả Hạm đội Grand lẫn Hạm đội Biển khơi, cho đến 02 giờ 55 phút rạng sáng ngày 1 tháng 6 vào lúc có mệnh lệnh đổi hướng quay về nhà.
Princess Royal và cùng với các tàu chiến-tuần dương còn lại về đến xưởng tàu Rosyth, Scotland sáng ngày 2 tháng 6 năm 1916, nơi nó lập tức được sửa chữa tạm thời vốn kéo dài trong vòng tám ngày. Sau đó nó lên đường đi Plymouth vào ngày 10 tháng 6, nơi các công việc sửa chữa triệt để khác được tiến hành và hoàn tất vào ngày 15 tháng 7, trước khi nó quay trở lại Rosyth vào ngày 21 tháng 7. Nó bị bắn trúng chín lần trong quá trình trận chiến: sáu phát từ Derfflinger trong đợt "Chạy về phía Nam", hai phát từ Markgraf trong đợt "Chạy về phía Bắc", và phát còn lại từ Posen ngay sau khi Hải đội Chiến trận 2 xuất hiện; khiến 22 người thiệt mạng và 81 người khác bị thương. Nó chỉ bắn 230 quả đạn pháo từ dàn pháo chính, bởi tầm nhìn của nó hầu như bị khói và lửa trên chiếc Lion che khuất, và chỉ ghi được ba phát trúng trên Lützow cùng hai phát trúng vào Seydlitz. Nó cũng đã bắn một quả ngư lôi vào các thiết giáp hạm tiền-dreadnought Đức mà không thành công.

### Các hoạt động sau cùng
Do Hạm đội Biển khơi Đức bị cấm không được liều lĩnh thêm thiệt hại nào khác, phần lớn các hoạt động của sau trận Jutland chỉ bao gồm các chuyến tuần tra bình yên tại Bắc Hải. Chiều tối ngày 18 tháng 8, Hạm đội Grand ra khơi do một thông điệp được Phòng 40 giải mã cho biết Hạm đội Biển khơi Đức, thiếu mất Hải đội 2, sẽ rời cảng trong đêm đó. Mục tiêu của Đức là bắn phá Sunderland vào ngày 19 tháng 8, được trinh sát rộng rãi bởi khí cầu và tàu ngầm. Hạm đội Grand lên đường với 29 thiết giáp hạm dreadnought và sáu tàu chiến-tuần dương. Trong suốt ngày 19 tháng 8, Jellicoe và Scheer nhận được những tin tức tình báo mâu thuẫn với nhau, vốn đưa đến hậu quả là trên đường đi đến điểm gặp gỡ tại Bắc Hải, Hạm đội Grand chuyển hướng lên phía Bắc do tin tưởng sai lầm là đang tiến vào một bãi mìn sau khi Nottingham bị trúng ngư lôi, trước khi quay lại hướng Nam. Riêng Scheer lại bẻ lái về hướng Đông Nam để săn đuổi cái mà ông tin là một hải đội chiến trận Anh đơn độc được một khí cầu Đức phát hiện, nhưng thực ra chỉ là Lực lượng Harwich dưới quyền Thiếu tướng Hải quân Reginald Tyrwhitt. Nhận ra sai lầm, phía Đức đổi hướng quay trở về cảng nhà. Tiếp xúc duy nhất giữa hai phía là vào lúc chiều tối khi Tyrwhitt nhìn thấy Hạm đội Biển khơi, nhưng không thể đi đến một vị thế tấn công thuận tiện trước khi trời tối, nên đã tách ra khỏi trận chiến. Cả hai hạm đội Anh và Đức đều quay trở về nhà, hai tàu tuần dương hạng nhẹ Anh Nottingham và Falmouth bị đánh chìm do các cuộc tấn công bằng tàu ngầm, còn về phía Đức thiết giáp hạm Westfalen bị hư hại bởi một quả ngư lôi.
Princess Royal lên đường cùng với Hải đội Tàu chiến-Tuần dương 1 vào ngày 12 tháng 12 sau khi các tàu khu trục Đức đánh chìm một đoàn tàu vận tải Anh đang hướng đến Na Uy trước đó, nhưng đã không thể đánh chặn và phải quay về căn cứ vào ngày hôm sau. Princess Royal đã hỗ trợ từ xa cho lực lượng hạng nhẹ Anh trong trận Heligoland Bight thứ hai vào ngày 17 tháng 11 năm 1917, nhưng đã không đến tầm bắn của bất kỳ lực lượng Đức nào. Nó lên đường cùng với phần còn lại của Hạm đội Grand vào xế trưa ngày 23 tháng 3 năm 1918 sau khi tín hiệu vô tuyến cho thấy Hạm đội Biển khơi đã xuất quân trong một nỗ lực bất thành nhằm đánh chặn đoàn tàu vận tải Anh thường lệ đi đến Na Uy. Tuy nhiên, lực lượng Đức ở cách quá xa lực lượng Anh và đã thoát được mà không nổ súng. Bắt đầu từ tháng 7 năm 1918, Hạm đội Grand bị ảnh hưởng bởi dịch cúm năm 1918 đến mức vào một lúc, Princess Royal không có đủ nhân lực khỏe mạnh để có thể lên đường.
Sau khi Đức đầu hàng kết thúc cuộc xung đột, Princess Royal cùng với Hải đội Tàu chiến-Tuần dương 1 tham gia lực lượng canh gác Hạm đội Biển khơi Đức bị lưu giữ tại Scapa Flow. Nó được điều về Hạm đội Đại Tây Dương Anh Quốc vào tháng 4 năm 1919, rồi được đưa về lực lượng dự bị vào năm 1920. Một dự định bán nó cho Chile vào cuối năm đó đã không thành công. Nó trở thành soái hạm của Tổng tư lệnh Duyên hải Scotland vào ngày 22 tháng 2 năm 1922. Princess Royal bị bán để tháo dỡ vào tháng 12 năm 1922 nhằm tuân thủ hạn ngạch về tải trọng tàu chiến do Hiệp ước Hải quân Washington đặt ra. Việc tháo dỡ nó được bắt đầu từ ngày 13 tháng 8 năm 1923.